# Antônio Luiz Soligo
Antônio Luiz Soligo (ur. 24 czerwca 1931) − piłkarz brazylijski, występujący na pozycji obrońcy.

## Kariera klubowa
Soligo występował w klubie Aimoré São Leopoldo i SC Internacional.

## Kariera reprezentacyjna
W reprezentacji Brazylii Soligo zadebiutował 6 marca 1960 w zremisowanym 2-2 meczu z reprezentacją Meksyku podczas Mistrzostw Panamerykańskich, na których Brazylia zajęła drugie miejsce. Na turnieju w Kostaryce wystąpił w trzech meczach z Meksykiem, Kostaryką i Argentyną, który był jego ostatnim meczem w reprezentacji.